# Olasz filmrendezők listája
Alábbi lista az olasz filmrendezőket illetve színházi rendezőket sorolja fel névsorban, évszámokkal ellátva:
| Ábécé szerinti tartalomjegyzék                                                                           |
| --- |
| A, Á B C Cs D Dz Dzs E, É F G Gy H I, Í J K L Ly M N Ny O, Ó Ö, Ő P Q R S Sz T Ty U, Ú Ü, Ű V W X Y Z Zs |

## A
- Silvano Agosti (1938–)
- Filoteo Alberini (1865–1937)
- Goffredo Alessandrini (1904–1978)
- Gianni Amelio (1945–)
- Marco Antonio Andolfi (1941–)
- Giulio Antamoro (1877–1945)
- Michelangelo Antonioni (1912– 2007)
- Francesca Archibugi (1960–)
- Marcello Avallone (1938–)
- Pupi Avati (1938–)
- Mauro Avogadro (1951–)

## B
- Ferdinando Baldi (1927–2007)
- Lino Banfi (1936–)
- Silvio Bandinelli (1954–)
- Giacomo Battiato (1943–)
- Lamberto Bava (1944–)
- Mario Bava (1914–1980)
- Camillo Bazzoni (1934–)
- Marco Bellocchio (1939–)
- Roberto Benigni (1952–)
- Bernardo Bertolucci (1941–2018) forgatókönyvíró, költő
- Giuseppe Bertolucci (1947–)
- Giorgio Bianchi (1904–1967)
- Mario Bianchi (1939 –2022)
- Antonio Bido (1949–)
- Claudio Bigagli (1955–)
- Alessandro Blasetti (1900–1987)
- Sandro Bolchi (1924–2005)
- Mauro Bolognini (1922–2001)
- Antonio Bonifacio (1957–)
- Mario Bonnard (1889–1965)
- Anton Giulio Bragaglia (1890–1960)
- Carlo Ludovico Bragaglia (1894–1998)
- Tinto Brass (1933–)
- Mario Brenta (1942–)
- Guido Brignone (1886–1959)
- Fausto Brizzi (1968–)

## C
- Mimmo Calopresti (1955–)
- Mario Camerini (1895–1981)
- Andrea Camilleri (1925–2019)
- Giacomo Campiotti (1957–)
- Daniele Cantalupo (1972–)
- Mara Cantoni (1951–)
- Vittorio Caprioli (1921–1989)
- Emanuele Caracciolo (1912–1944)
- Giuliano Carnimeo (1932–2016)
- Renato Castellani (1913–1985)
- Enzo G. Castellari (1938–)
- Fabrizio Cattani (1967–)
- Liliana Cavani (1933–) forgatókönyvíró
- Paolo Cavara (1926–1982)
- Tonino Cervi (1930–2002)
- Guido Chiesa (1959–)
- Nando Cicero (1931–1995)
- Beppe Cino (1947–)
- Daniele Ciprì (1962–)
- Osvaldo Civirani (1917–2008)
- E.B. Clucher (Enzo Barboni) (1922–2002)
- Massimiliano Cocozza (1963–)
- Giada Colagrande (1975–)
- Giuseppe Colizzi (1925–1978)
- Cristina Comencini (1956–)
- Francesca Comencini (1961–)
- Luigi Comencini (1916–2007)
- Bruno Corbucci (1931–1996)
- Sergio Corbucci (1927–1990)
- Andrea Costantini (1966–)
- Saverio Costanzo (1975–)
- Luigi Cozzi (1947–)
- Salvo Cuccia (1960–)

## D
- Alessandro D'Alatri (1955–2023)
- Joe D’Amato (1936–1999)
- Luigi Filippo D'Amico (1924–2007)
- Filippo D'Antoni (1966–)
- Daniele D'Anza (1922–1984)
- Damiano Damiani (1922–2013)
- Fabrizio De Angelis (1940–)
- Antonello de Leo (1965–)
- Renato De Maria (1958–)
- Alberto De Martino (1929–2015)
- Raffaele De Ritis (1967–)
- Andrea De Rosa (1967–)
- Giuseppe De Santis (1917–1997)
- Vittorio De Sica (1901–1974)
- Vittorio De Sisti (1941–2006)
- Ruggero Deodato (1939–2022)
- Federico Di Cicilia (1973–)
- Lucia Di Cosmo (1960–2006)

## E
- Luciano Emmer (1918–2009)

## F
- Roberto Faenza (1943–)
- Maurizio Failla (1976–)
- Antonello Falqui (1925–2019)
- Ugo Fasano (1907–2002)
- Federico Fellini (1920–1993)
- Giuseppe Ferrara (1932–2016)
- Davide Ferrario (1956–)
- Marco Ferreri (1928–1997)
- Pasquale Festa Campanile (1927–1986)
- Ettore Maria Fizzarotti  (1916–1985)
- Dario Fo (1926–2016)
- Claudio Fragasso (1951–)
- Andrea Frazzi (1944–2006)
- Leopoldo Fregoli (1867–1936)
- Lucio Fulci (1927–1996)

## G
- Stefano Maria Gallo (1967–)
- Carmine Gallone (1886–1973)
- Vittorio Gassman (1922–2000)
- Pietro Germi (1914–1974)
- Alfredo Giannetti (1924–1995)
- Antonio Giarola (1957–)
- Sergio Giordani (1929–2006)
- Marino Girolami (1914–1994)
- Vito Giuss Potenza (1964–)
- Ugo Gregoretti (1930–)
- Aldo Grimaldi (1942–1990)
- Antonio Luigi Grimaldi (1955–)
- Michele Guardì (1943–)

## H
- Paolo Heusch (1924–1982)

## I
- Ivo Illuminati (1882–1963)
- Alex Infascelli (1967–)
- Rossella Izzo (1953–)

## J
- Paolo Jorio (1957–)

## L
- Aldo Lado (1934–)
- Alberto Lattuada (1914–2005)
- Umberto Lenzi (1931–2017)
- Sergio Leone (1929–1989)
- Andrea Liberovici (1962–)
- Luciano Ligabue (Liga)  (1960–)
- Carlo Lizzani (1922–2013)
- Nanni Loy (1925–1995)
- Daniele Luchetti (1960–)
- Luca Lucini (1967–)

## M
- Mauro Macario (1947–)
- Luigi Magni (1928–2013)
- Manetti Bros. (1968–)
- Nino Manfredi (1921–2004)
- Cecilia Mangini (1927–2021)
- Franco Maresco (1958–)
- Antonio Margheriti (1930–2002)
- Umberto Marino (1952–)
- Marco Martani (1968–)
- Renzo Martinelli (1948–)
- Alberto De Martino (1929–2015)
- Nino Martoglio (1870–1921)
- Mario Martone (1959–)
- Citto Maselli (1930–)
- Stelvio Massi (1929–2004)
- Bruno Mattei (1931–2007)
- Mario Mattòli (1898–1980)
- Carlo Mazzacurati (1956–2014)
- Alessandro Metz (1940–)
- Riccardo Milani (1958–)
- Stefano Missio (1972–)
- Mario Monicelli (1915–2010)
- Giuliano Montaldo (1930–)
- Nanni Moretti (1953–)
- Gabriele Muccino (1967–)

## N
- Baldassarre Negroni (1877–1948)
- Franco Nero (1941–)
- Maurizio Nichetti (1948–)
- Francesco Nuti (1955–)

## O
- Ermanno Olmi (1931–2018)

## P
- Leo Pantaleo (1939–2017)
- Domenico Paolella (1918–2002)
- Neri Parenti (1950–)
- Francesco Pasinetti (1911–1949)
- Pier Paolo Pasolini (1922–1975)
- Giovanni Pastrone (1883–1959)
- Elio Petri (1929–1982)
- Giuseppe Piccioni (1953–)
- Antonio Pietrangeli (1919–1968)
- Salvatore Piscicelli (1948–2024)
- Alessandro Piva (1966–)
- Michele Placido (1946–)
- Ferdinando Maria Poggioli (1897–1945)
- Gillo Pontecorvo (1919–2006)
- Franco Prosperi (1926–2004)
- Gianni Puccini (1914–1968)
- Eros Puglielli (1973–)

## Q
- Giulio Questi (1924–2014)

## R
- Ubaldo Ragona (1916–1987)
- Beppe Recchia (1934–2007)
- Tonino Ricci (1927–2014)
- Gennaro Righelli (1886–1949)
- Dino Risi (1916–2008)
- Marco Risi (1951–)
- Roberto Roberti (1879–1959)
- Gabriella Romano (1960–)
- Francesco Rosi (1922–2015)
- Roberto Rossellini (1906–1977)
- Franco Rossi (1919–2000)
- Moraldo Rossi (1926 –2021)

## S
- Giuseppe Sacchi (1932–)
- Corso Salani (1961–)
- Luciano Salce (1923–1989)
- Gabriele Salvatores (1950–)
- Guido Salvini (1893–1964)
- Pasquale Scimeca (1956–)
- Ettore Scola (1931–2016)
- Angelo Serio (1971–)
- Romolo Siena (1923–2004)
- Michele Soavi (1957–)
- Silvio Soldini (1958–)
- Sergio Sollima (1921– 2015)
- Alberto Sordi (1920– 2003)
- Paolo Sorrentino (1970–)
- Massimo Spano (1958–)
- Pasquale Squitieri (1938–2017)
- Iginio Straffi (1965–)
- Alexis Sweet (1963–)

## T
- Fabio Tagliavia (1967–)
- Michele Massimo Tarantini 1942–)
- Gianluca Maria Tavarelli (1964–)
- Paolo Taviani (1931–2024)
- Vittorio Taviani (1929–2018)
- Ugo Tognazzi (1922–1990)
- Giuseppe Tornatore (1956–)
- Roberta Torre (1962–)
- Andrea Traina (1973–)
- Enzo Trapani (1922–1989)
- Luis Trenker (1892–1990)
- Augusto Tretti (1924–2013)

## V
- Tonino Valerii (1934–2016)
- Florestano Vancini (1926–2008)
- Carlo Vanzina (1951–2018)
- Carlo Verdone (1950–)
- Giovanni Veronesi (1962–)
- Paolo Virzì (1964–)
- Luchino Visconti (1906–1976)
- Piero Vivarelli (1927–2010)

## W
- Lina Wertmüller (1926–2021)

## Z
- Luigi Zampa (1905–1991)
- Gionata Zarantonello (1976–)
- Franco Zeffirelli (1923–2019)
- Valerio Zurlini (1926–1982)